# 테트라하이드로폴산
테트라하이드로폴산(영어: tetrahydrofolic acid, THFA)은 폴산의 유도체이다.

## 물질대사

### 사람에서 합성
테트라하이드로폴산은 다이하이드로폴산 환원효소에 의해 다이하이드로폴산으로부터 생성된다. 이 반응은 메토트렉세이트에 의해 저해된다.
테트라하이드로폴산은 세린 하이드록시메틸트랜스퍼레이스에 의해 5,10-메틸렌테트라하이드로폴산으로 전환된다.

### 세균에서 합성
많은 세균들이 다이하이드로프테로산 생성효소를 사용하여 사람에서는 기능을 하지 않는 분자인 다이하이드로프테로산을 생성한다. 다이하이드로프테로산은 4-아미노벤조산(PABA)의 전구체와 경쟁하는 설폰아마이드 항생제의 유용한 표적이다.

## 기능
테트라하이드로폴산은 많은 반응들 특히 아미노산과 핵산의 합성(또는 동화작용)에서 보조 인자이다. 또한 테트라하이드로폴산은 단일 탄소 부분 즉, 한 개의 탄소 원자를 가지고 있는 작용기(예: 메틸기, 메틸렌기, 메테닐기, 폼일기, 폼이미노기 등)에 대한 운반체 분자로 사용된다. 테트라하이드로폴산은 10-폼일테트라하이드로폴산에서와 같은 단일 탄소 부분과 결합되면 하나의 탄소 원자를 가진 작용기의 공여체 역할을 한다. 테트라하이드로폴산은 다른 과정에서 생성된 폼알데하이드를 분해함으로써 추가적인 탄소 원자를 얻는다. 이러한 단일 탄소 부분은 DNA 합성을 위한 전구체의 형성에 중요하다. 테트라하이드로폴산이 부족하면 거대적혈모구빈혈이 생길수 있다.
메토트렉세이트는 피리메타민 또는 트라이메토프림과 같은 다이하이드로폴산 환원효소에 대한 저해제로 작용하여 생성되는 테트라하이드로폴산의 양을 감소시킨다. 이것은 거대적혈모구빈혈을 초래할 수 있다.
테트라하이드로폴산은 폼이미노글루탐산을 글루탐산으로 전환시키는 과정에 관여한다. 이는 탈카복실화 및 단백질 합성에 사용할 수 있는 히스티딘의 양을 감소시킬 수 있기 때문에 소변의 히스타민과 폼이미노글루탐산이 감소할 수 있다.

다이하이드로폴산
5,10-메틸렌테트라하이드로폴산
10-폼일테트라하이드로폴산

## 같이 보기
- 폴산
- 다이하이드로폴산